# Discografia de A. G. Cook
O produtor inglês A. G. Cook, lançou dois álbuns de estúdio, um álbum de remixes, uma mixtape, um extended play e 15 singles. Em 2012, Cook lançou o álbum de piano estilo clássico, Disklavier Concert 1, com o colega de gravadora Danny L Harle, Spencer Noble e Tim Phillips, sob o apelido de "Dux Consort". Em 2013, Cook lançou o álbum Lifestyle com o colega de gravadora Danny L Harle, sob o apelido de "Dux Content". Ele também lançou seu primeiro EP, Nu Jack Swung. Cook não lançaria um projeto solo completo até 2020, onde lançou seus dois álbuns de estúdio de estreia, 7G e Apple.
Cook é talvez mais conhecido por seu trabalho com a cantora inglesa Charli XCX, da qual ele produziu muitas músicas, além de ter atuado como produtor executivo de seus dois álbuns de estúdio Charli e How I'm Feeling Now. Cook também produziu para nomes como Jónsi, Caroline Polachek, Hannah Diamond, Li Yuchun, entre outros.

## Álbums

### Álbums de estúdio
| Título | Detalhes                                                                                               |
| ------ | --- |
| 7G     | - Lançamento: 12 de agosto de 2020 - Gravadora: PC Music - Formatos: CD, digital download, streaming   |
| Apple  | - Lançamento: 18 de setembro de 2020 - Gravadora: PC Music - Formatos: LP, digital download, streaming |

### Álbums de remixes
| Título       | Detalhes                                                                                       |
| ------------ | ---------------------------------------------------------------------------------------------- |
| Apple vs. 7G | - Lançamento: 28 de maio de 2021 - Gravadora: PC Music - Formatos: Download digital, streaming |

## Extended plays
| Título                     | Detalhes                                                                             |
| -------------------------- | ------------------------------------------------------------------------------------ |
| Nu Jack Swung              | - Lançamento: 31 de julho de 2013 - Gravadora: PC Music - Formatos: Download digital |
| Airhorn (como DJ Lifeline) | - Lançamento: 10 de junho de 2020 - Gravadora: PC Music - Formatos: Download digital |

## Singles
| Título                                                                     | Ano  | Álbum            |
| -------------------------------------------------------------------------- | ---- | ---------------- |
| "Keri Baby" (com participação de Hannah Diamond)                           | 2014 | PC Music, Vol. 1 |
| "Beautiful"                                                                | 2014 | PC Music, Vol. 1 |
| "Drop FM" (com participação de Hannah Diamond)                             | 2015 | Single sem álbum |
| "Superstar"                                                                | 2016 | PC Music, Vol. 2 |
| "Money On A Gold Plate" / "Cos I Love U"                                   | 2017 | Month of Mayhem  |
| "Lifeline"                                                                 | 2019 | Apple            |
| "Oh Yeah"                                                                  | 2020 | Apple            |
| "Xxoplex"                                                                  | 2020 | Apple            |
| "Beautiful Superstar"                                                      | 2020 | Apple            |
| "Beautiful Superstar" (Easyfun Remix)                                      | 2021 | Apple vs. 7G     |
| "Oh Yeah" (Caroline Polachek Remix)                                        | 2021 | Apple vs. 7G     |
| "2021" (Umru Remix)                                                        | 2021 | Apple vs. 7G     |
| "The Darkness" (Remix) (com participação de Sarah Bonito e Hannah Diamond) | 2021 | Apple vs. 7G     |
| "Xcxoplex" (com Charli XCX)                                                | 2021 | Apple vs. 7G     |
| "Being Harsh" (Oklou cover)                                                | 2021 | Apple vs. 7G     |
| "Windows" (No Rome Remix)                                                  | 2021 | Apple vs. 7G     |
| "AFK" (com Ö)                                                              | 2022 | Hypernormality   |

## Outras músicas nas paradas
| Título                   | Ano  | Melhor posição nas paradas | Melhor posição nas paradas | Álbum              |
| Título                   | Ano  | NZL Hot                    | EUA Dance                  | Álbum              |
| ------------------------ | ---- | -------------------------- | -------------------------- | ------------------ |
| "911" (A. G. Cook Remix) | 2021 | 34                         | 14                         | Dawn of Chromatica |

## Remixes
| Título                              | Ano  | Artista(s)                                  |
| ----------------------------------- | ---- | ------------------------------------------- |
| "Odyssey, Pt. 2"                    | 2013 | Dreamtrak                                   |
| "B. M. W."                          | 2013 | BOY MTN, Karmelloz                          |
| "Heaven"                            | 2013 | DJ DJ Booth                                 |
| "Skeleton"                          | 2013 | Yola Fatoush                                |
| "Show Me"                           | 2014 | Zinc                                        |
| "Repeat Pleasure"                   | 2014 | How to Dress Well                           |
| "Doing It"                          | 2015 | Charli XCX, Rita Ora                        |
| "Moteur Action"                     | 2015 | Yelle, Sophie                               |
| "Sticky Drama"                      | 2016 | Oneohtrix Point Never                       |
| "Me4U"                              | 2017 | Danny L Harle                               |
| "Whaaat 85"                         | 2017 | TRONICBOX                                   |
| "Fior di Latte"                     | 2018 | Phoenix                                     |
| "Money Machine"                     | 2019 | 100 Gecs                                    |
| "So Hot You're Hurting My Feelings" | 2019 | Caroline Polachek                           |
| "Scaredofthedark"                   | 2020 | William Crooks                              |
| "Claws"                             | 2020 | Charli XCX                                  |
| "La vita nuova"                     | 2020 | Christine and the Queens, Caroline Polachek |
| "Planet's Mad"                      | 2020 | Baauer                                      |
| "Party"                             | 2021 | Planet 1999, Baseck                         |
| "Describe"                          | 2021 | Perfume Genius                              |
| "Spinning"                          | 2021 | No Rome, Charli XCX, The 1975               |
| "fall"                              | 2021 | Oklou                                       |
| "galore"                            | 2021 | Oklou                                       |
| "911"                               | 2021 | Lady Gaga, Charli XCX                       |
| "Kinney"                            | 2021 | Rostam                                      |
| "Face My Fears"                     | 2022 | Hikaru Utada                                |

## Outras aparições
| Título                             | Ano  | Álbum                      |
| ---------------------------------- | ---- | -------------------------- |
| "What I Mean"                      | 2014 | Single sem álbum           |
| "Bubs" (com Oneohtrix Point Never) | 2014 | Single sem álbum           |
| "Windowlicker"                     | 2017 | Month of Mayhem            |
| "Oh Yeah (Live at Appleville)"     | 2020 | Appleville (Golden Ticket) |
| "Today (Live at Appleville)"       | 2020 | Appleville (Golden Ticket) |
| "Xxoplex (Moshpit Edit)"           | 2020 | Appleville (Golden Ticket) |
| "Gold Leaf (Supersaw Edit)"        | 2020 | Appleville (Golden Ticket) |
| "Slow Yeah"                        | 2020 | Appleville (Golden Ticket) |
| "Oracle Icicle"                    | 2020 | Pop Caroler's Songbook     |
| "Glasswurx"                        | 2020 | Pop Caroler's Songbook     |

## Créditos de composição e produção

### Álbums
Como produtor executivo
| Ano  | Título              | Artista        |
| ---- | ------------------- | -------------- |
| 2017 | Number 1 Angel      | Charli XCX     |
| 2017 | Pop 2               | Charli XCX     |
| 2018 | ¥€$                 | Tommy Cash     |
| 2019 | Charli              | Charli XCX     |
| 2019 | Reflections         | Hannah Diamond |
| 2020 | How I'm Feeling Now | Charli XCX     |
| 2020 | Shiver              | Jónsi          |
| 2020 | Big Bunny           | Alaska Reid    |
| 2021 | Unlimited Ammo      | Namasenda      |

### Faixas
| Ano                     | Título                                                                 | Artista(s)              | Álbum                           | Creditos                         | Compositor(es) | Produtor(es)                                                   |
| ----------------------- | ---------------------------------------------------------------------- | ----------------------- | ------------------------------- | -------------------------------- | --- | -------------------------------------------------------------- |
| 2013                    | "Pink and Blue"                                                        | Hannah Diamond          | Single sem álbum                | Co-compositor/produtor           | Hannah Diamond, Cook | Cook                                                           |
| 2014                    | ”Build It Up”                                                          | Kero Kero Bonito        | Single sem álbum                | Co-compositor                    | Cook, Jamie Bulled, Gus Lobban, Sarah Bonito | Kero Kero Bonito                                               |
| 2014                    | "Hey QT"                                                               | QT                      | Single sem álbum                | Co-compositor/co-produtor        | Sophie Xeon, Cook | SOPHIE, Cook                                                   |
| 2014                    | "Don't Wanna / Let's Do It"                                            | GFOTY                   | Single sem álbum                | Co-compositor/produtor           | GFOTY, Cook | Cook                                                           |
| 2014                    | "Attachment"                                                           | Hannah Diamond          | Single sem álbum                | Produtor                         | Hannah Diamond | Cook                                                           |
| 2014                    | "Every Night"                                                          | Hannah Diamond          | Single sem álbum                | Co-compositor/produtor           | Hannah Diamond, Cook | Cook                                                           |
| 2015                    | "Hi"                                                                   | Hannah Diamond          | Single sem álbum                | Co-compositor/produtor           | Hannah Diamond, Cook | Cook                                                           |
| 2015                    | "Real Love"                                                            | Chris Lee (Li Yuchun)   | Single sem álbum                | Co-compositor/produtor           | Chris Lee (Li Yuchun), Cook | Cook                                                           |
| 2015                    | "Only You"                                                             | Chris Lee (Li Yuchun)   | Single sem álbum                | Co-compositor/produtor           | Chris Lee (Li Yuchun), Cook | Cook                                                           |
| 2015                    | "USA"                                                                  | GFOTY                   | Single sem álbum                | Co-compositor/produtor           | GFOTY, Cook | Cook                                                           |
| 2016                    | "All the Love I Had"                                                   | GFOTY                   | VIPOTY                          | Co-compositor/produtor           | GFOTY, Cook | Cook                                                           |
| 2016                    | "Amazing"                                                              | GFOTY                   | VIPOTY                          | Co-compositor/produtor           | GFOTY, Cook | Cook                                                           |
| 2016                    | "Got My Chad"                                                          | GFOTY                   | VIPOTY                          | Co-compositor/co-produtor        | GFOTY, Cook, EASYFUN | Cook, EASYFUN                                                  |
| 2016                    | "Poison"                                                               | GFOTY                   | VIPOTY                          | Co-compositor/produtor           | GFOTY, Cook | Cook                                                           |
| 2016                    | "Mr. E"                                                                | GFOTY                   | Call Him A Doctor               | Co-compositor/co-produtor        | GFOTY, Cook, Johnny White | Cook, Johnny White                                             |
| 2016                    | "Blown"                                                                | GFOTY                   | Call Him A Doctor               | Co-compositor/co-produtor        | GFOTY, Cook, Johnny White | Cook, Johnny White                                             |
| 2016                    | "Lemsip"                                                               | GFOTY                   | Call Him A Doctor               | Co-compositor/co-produtor        | GFOTY, Cook, Johnny White | Cook, Johnny White                                             |
| 2016                    | "Snakes + Ladders"                                                     | GFOTY                   | Call Him A Doctor               | Co-compositor/co-produtor        | GFOTY, Cook, Johnny White | Cook, Johnny White                                             |
| 2016                    | "The Argument"                                                         | GFOTY                   | Call Him A Doctor               | Co-compositor/co-produtor        | GFOTY, Cook, Johnny White | Cook, Johnny White                                             |
| 2016                    | "Wood U"                                                               | GFOTY                   | Call Him A Doctor               | Co-compositor/co-produtor        | GFOTY, Cook, Johnny White | Cook, Johnny White                                             |
| 2016                    | "You Don't"                                                            | GFOTY                   | Call Him A Doctor               | Co-compositor/co-produtor        | GFOTY, Cook, Johnny White | Cook, Johnny White                                             |
| 2016                    | "Call Him A Doctor"                                                    | GFOTY                   | Call Him A Doctor               | Co-compositor/co-produtor        | GFOTY, Cook, Johnny White | Cook, Johnny White                                             |
| 2016                    | "Heaven"                                                               | GFOTY                   | Call Him A Doctor               | Co-compositor/co-produtor        | GFOTY, Cook, Johnny White | Cook, Johnny White                                             |
| 2016                    | "Paradise" (feat. Hannah Diamond)                                      | Charli XCX              | Vroom Vroom EP                  | Co-compositor                    | Sophie Xeon, Charlotte Aitchison, Noonie Bao, Cook, Martin Stilling                                                                                           | SOPHIE                                                         |
| 2016                    | "After the Afterparty" (feat. Lil Yachty)                              | Charli XCX              | Single sem álbum                | Produtor vocal                   | Charlotte Aitchison, Miles McCollum, Rachel Keen, Fred Gibson, Sophie Xeon, Mikkel Eriksen, Tor Hermansen, Eyelar Mirzazadeh                                  | StarGate, FRED, SOPHIE (adic.), Cook (voc.)                    |
| 2017                    | "Dreamer" (feat. Starrah & RAYE)                                       | Charli XCX              | Number 1 Angel                  | Co-compositor/produtor           | Charlotte Aitchison, Cook, Brittany Hazzard, Rachel Keen | Cook                                                           |
| 2017                    | "3AM (Pull Up)" (feat. MØ)                                             | Charli XCX              | Number 1 Angel                  | Co-compositor/co-produtor        | Charlotte Aitchison, Cook, Finn Keane, Karen Marie Ørsted | Cook, EASYFUN                                                  |
| 2017                    | "Blame It On U"                                                        | Charli XCX              | Number 1 Angel                  | Co-compositor/produtor           | Charlotte Aitchison, Cook, Noonie Bao | Cook                                                           |
| 2017                    | "Emotional"                                                            | Charli XCX              | Number 1 Angel                  | Co-produtor                      | Charlotte Aitchison, Patrik Berger | Cook, EASYFUN                                                  |
| 2017                    | "White Roses"                                                          | Charli XCX              | Number 1 Angel                  | Co-compositor/produtor           | Charlotte Aitchison, Cook, Noonie Bao | Cook                                                           |
| 2017                    | "Drugs" (feat. ABRA)                                                   | Charli XCX              | Number 1 Angel                  | Co-compositor/produtor           | Charlotte Aitchison, Cook, Gabrielle Mirville | Cook                                                           |
| 2017                    | "Lipgloss" (feat. cupcakKe)                                            | Charli XCX              | Number 1 Angel                  | Co-compositor/co-produtor        | Charlotte Aitchison, Cook, Elizabeth Harris | Cook, SOPHIE, Life Sim                                         |
| 2017                    | "Month of Mayhem"                                                      | GFOTY                   | Month of Mayhem                 | Co-compositor/produtor           | GFOTY, Cook | Cook                                                           |
| 2017                    | "Dirty Sexy Money" (feat. Charli XCX & French Montana)                 | David Guetta & Afrojack | Single sem álbum                | Co-compositor                    | Karim Kharbouch, Nick Van De Wall, Noonie Bao, Cook, David Guetta, Charlotte Aitchison                                                                        | David Guetta, Afrojack, Skrillex (co.)                         |
| 2017                    | "Backseat" (feat. Carly Rae Jepsen)                                    | Charli XCX              | Pop 2                           | Co-compositor/co-produtor        | Charlotte Aitchison, Cook, Finn Keane, Carly Rae Jepsen | Cook, EASYFUN                                                  |
| 2017                    | "Out of My Head" (feat. Tove Lo & ALMA)                                | Charli XCX              | Pop 2                           | Co-compositor/co-produtor        | Charlotte Aitchison, Sophie Xeon, Cook, Ebba Tove Nilsson, Alma-Sofia Miettinen                                                                               | Cook, SOPHIE                                                   |
| 2017                    | "Lucky"                                                                | Charli XCX              | Pop 2                           | Co-compositor/co-produtor        | Charlotte Aitchison, Cook, Nicolas Petitfrère | Cook, Ö                                                        |
| 2017                    | "Tears" (feat. Caroline Polachek)                                      | Charli XCX              | Pop 2                           | Co-compositor/produtor           | Charlotte Aitchison, Cook, Caroline Polachek | Cook                                                           |
| 2017                    | "I Got It" (feat. Brooke Candy, cupcakKe & Pabllo Vittar)              | Charli XCX              | Pop 2                           | Co-compositor/co-produtor        | Charlotte Aitchison, Cook, Jesse Shatkin, Pablo Bispo, Rodrigo Gorky, Arthur Marques, Jesse St. John Geller, Phabullo da Silva, Elizabeth Harris              | Cook, umru                                                     |
| 2017                    | "Femmebot" (feat. Dorian Electra & Mykki Blanco)                       | Charli XCX              | Pop 2                           | Co-compositor/co-produtor        | Cook, David Gamson, Finn Keane, Francisca Hall, Michael Quattelbaum Jr.                                                                                       | Cook, David Gamson, EASYFUN                                    |
| 2017                    | "Delicious" (feat. Tommy Cash)                                         | Charli XCX              | Pop 2                           | Co-compositor/produtor           | Charlotte Aitchison, Cook, Tomas Tammemets | Cook                                                           |
| 2017                    | "Unlock It" (feat. Kim Petras & Jay Park)                              | Charli XCX              | Pop 2                           | Co-compositor/co-produtor        | Charlotte Aitchison, Cook, Kim Petras, Park Jae-beom | Cook, Life Sim                                                 |
| 2017                    | "Porsche" (feat. MØ)                                                   | Charli XCX              | Pop 2                           | Co-compositor/co-produtor        | Charlotte Aitchison, Cook, Henry Allen, Cassia O'Reilly, Karen Marie Ørsted                                                                                   | Cook, EASYFUN, King Henry                                      |
| 2017                    | "Track 10"                                                             | Charli XCX              | Pop 2                           | Co-compositor/co-produtor        | Charlotte Aitchison, Cook, Mikkel Eriksen, Tor Hermansen, Noonie Bao, Sasha Sloan                                                                             | Cook, StarGate, Life Sim, Lil Data                             |
| 2017                    | "My Song"                                                              | GFOTY                   | GFOTYBUCKS                      | Co-compositor/produtor           | GFOTY, Cook | Cook                                                           |
| 2017                    | "Believe"                                                              | GFOTY                   | GFOTYBUCKS                      | Co-compositor/produtor           | GFOTY, Cook | Cook                                                           |
| 2017                    | "Don't Wanna / Let's Do It" (Bucks Mix)                                | GFOTY                   | GFOTYBUCKS                      | Co-compositor/produtor           | GFOTY, Cook | Cook                                                           |
| 2017                    | "Tongue"                                                               | GFOTY                   | GFOTYBUCKS                      | Co-compositor/produtor           | GFOTY, Cook | Cook                                                           |
| 2017                    | "Unbreak My Heart"                                                     | GFOTY                   | GFOTYBUCKS                      | Co-compositor/produtor           | GFOTY, Cook | Cook                                                           |
| 2017                    | "Red Silver Blue"                                                      | GFOTY                   | GFOTYBUCKS                      | Co-compositor/produtor           | GFOTY, Cook | Cook                                                           |
| 2017                    | "Huge"                                                                 | GFOTY                   | GFOTYBUCKS                      | Co-compositor/produtor           | GFOTY, Cook | Cook                                                           |
| 2017                    | "Mysterious GFOTY"                                                     | GFOTY                   | GFOTYBUCKS                      | Co-compositor/produtor           | GFOTY, Cook | Cook                                                           |
| 2017                    | "Christmas Day"                                                        | GFOTY                   | GFOTYBUCKS                      | Co-compositor/produtor           | GFOTY, Cook | Cook                                                           |
| 2017                    | "Lemsip" (Bucks Mix)                                                   | GFOTY                   | GFOTYBUCKS                      | Co-compositor/produtor           | GFOTY, Cook | Cook                                                           |
| 2017                    | "All the Small Things"                                                 | GFOTY                   | GFOTYBUCKS                      | Co-compositor/produtor           | GFOTY, Cook | Cook                                                           |
| 2017                    | "Lover"                                                                | GFOTY                   | GFOTYBUCKS                      | Co-compositor/produtor           | GFOTY, Cook | Cook                                                           |
| 2017                    | "Drown Her"                                                            | GFOTY                   | GFOTYBUCKS                      | Co-compositor/produtor           | GFOTY, Cook | Cook                                                           |
| 2017                    | "It's All Coming Back to Me Now"                                       | GFOTY                   | GFOTYBUCKS                      | Co-compositor/produtor           | GFOTY, Cook | Cook                                                           |
| 2017                    | "Kiss"                                                                 | GFOTY                   | GFOTYBUCKS                      | Co-compositor/produtor           | GFOTY, Cook | Cook                                                           |
| 2017                    | "Nobody Does It Better"                                                | GFOTY                   | GFOTYBUCKS                      | Co-compositor/produtor           | GFOTY, Cook | Cook                                                           |
| 2017                    | "Friday Night"                                                         | GFOTY                   | GFOTYBUCKS                      | Co-compositor/produtor           | GFOTY, Cook | Cook                                                           |
| 2018                    | "Pussy Money Weed"                                                     | Tommy Cash              | Single sem álbum                | Produtor                         | Tommy Cash | Cook                                                           |
| 2018                    | "Mood"                                                                 | Carlie Hanson           | Single sem álbum                | Co-compositor/produtor           | Carlie Hanson, Leland, Cook | Cook                                                           |
| 2018                    | "Focus"                                                                | Charli XCX              | Single sem álbum                | Co-compositor/co-produtor        | Charlotte Aitchison, Cook, Jack & Coke | Cook, Jack & Coke                                              |
| 2018                    | "Little Molly"                                                         | Tommy Cash              | Single sem álbum                | Co-produtor                      | Tommy Cash | felicita, Cook, Tommy Cash                                     |
| 2018                    | "MONA LISA" (feat. Rick Owens)                                         | Tommy Cash              | ¥€$                             | Co-compositor/produtor           | Tommy Cash, Rick Owens, Cook | Cook                                                           |
| 2018                    | "X-RAY"                                                                | Tommy Cash              | ¥€$                             | Produtor adicional               | Tommy Cash, Danny L Harle, Caroline Polachek | Danny L Harle, Cook (adic.)                                    |
| 2018                    | "HORSE B4 PORSCHE"                                                     | Tommy Cash              | ¥€$                             | Co-compositor/produtor           | Tommy Cash, Cook | Cook                                                           |
| 2018                    | "DOSTOYEVSKY"                                                          | Tommy Cash              | ¥€$                             | Co-compositor/produtor           | Tommy Cash, Cook | Cook                                                           |
| 2018                    | "COOL 3D WORLD"                                                        | Tommy Cash              | ¥€$                             | Co-compositor/produtor           | Tommy Cash, Charlotte Aitchison, Cook | Cook                                                           |
| 2019                    | "Next Level Charli"                                                    | Charli XCX              | Charli                          | Co-compositor/produtor           | Charlotte Aitchison, Cook | Cook                                                           |
| 2019                    | "Gone" (com Christine and the Queens)                                  | Charli XCX              | Charli                          | Co-compositor/co-produtor        | Charlotte Aitchison, Cook, Noonie Bao, Linus Wiklund, Héloïse Letissier, Nicolas Petitfrère                                                                   | Cook, Lotus IV, Ö, Baseck (adic.)                              |
| 2019                    | "Cross You Out" (feat. Sky Ferreira)                                   | Charli XCX              | Charli                          | Co-compositor/co-produtor        | Charlotte Aitchison, Cook, Noonie Bao, Linus Wiklund, | Cook, Lotus IV                                                 |
| 2019                    | "Click" (feat. Kim Petras & Tommy Cash)                                | Charli XCX              | Charli                          | Co-compositor/co-produtor        | Charlotte Aitchison, Cook, Jaan Umru Rothenburg, Theron Thomas, Tommy Cash, Dylan Brady                                                                       | Cook, umru, Dylan Brady, Ö (adic.)                             |
| 2019                    | "Warm" (feat. HAIM)                                                    | Charli XCX              | Charli                          | Co-compositor/produtor           | Charlotte Aitchison, Cook, Este Haim, Danielle Haim, Alana Haim                                                                                               | Cook                                                           |
| 2019                    | "Thoughts"                                                             | Charli XCX              | Charli                          | Co-compositor/produtor           | Charlotte Aitchison, Cook | Cook                                                           |
| 2019                    | "Blame It On Your Love" (feat. Lizzo)                                  | Charli XCX              | Charli                          | Produtor adicional               | Charlotte Aitchison, Noonie Bao, Lizzo, Sasha Sloan, StarGate, Finn Keane                                                                                     | StarGate, Finn Keane (adic.), Cook (adic.)                     |
| 2019                    | "White Mercedes"                                                       | Charli XCX              | Charli                          | Produtor adicional               | Charlotte Aitchison, Andrew Wotman, Ali Tamposi, Nathan Perez                                                                                                 | Watt, Happy Perez, Cook (adic.)                                |
| 2019                    | "Silver Cross"                                                         | Charli XCX              | Charli                          | Co-compositor/produtor           | Charlotte Aitchison, Cook | Cook                                                           |
| 2019                    | "I Don't Wanna Know"                                                   | Charli XCX              | Charli                          | Co-compositor/produtor           | Charlotte Aitchison, Cook | Cook                                                           |
| 2019                    | "Official"                                                             | Charli XCX              | Charli                          | Co-compositor/co-produtor        | Charlotte Aitchison, Cook, Noonie Bao, Patrik Berger, Finn Keane                                                                                              | Cook, EASYFUN, Patrik Berger                                   |
| 2019                    | "Shake It" (feat. Big Freedia, cupcakKe, Brooke Candy & Pabllo Vittar) | Charli XCX              | Charli                          | Co-compositor/co-produtor        | Charlotte Aitchison, Cook, Nicolas Petitfrère, Elizabeth Harris, Freddie Ross Jr., Pabllo Vittar, Rodrigo Gorsky, Pablo Bispo, Arthur Marques, Zebu, Maffalda | Cook, Ö                                                        |
| 2019                    | "February 2017" (feat. Clairo & Yaeji)                                 | Charli XCX              | Charli                          | Co-compositor/co-produtor        | Charlotte Aitchison, Claire Cottrill, Katherine Yaeji Lee, Charles Teiller, Alexandre Teiller, Caroline Beatrix Maurin, Cook                                  | Planet 1999, Cook                                              |
| 2019                    | "2099" (feat. Troye Sivan)                                             | Charli XCX              | Charli                          | Co-compositor/co-produtor        | Charlotte Aitchison, Cook, Troye Sivan, Nicolas Petitfrère | Cook, Ö                                                        |
| 2019                    | "Ocean of Tears"                                                       | Caroline Polachek       | Pang                            | Produtor adicional               | Caroline Polachek, Nathaniel Campany, Kyle Shearer | Caroline Polachek, Danny L Harle, Valley Girl, Cook (adic.)    |
| 2019                    | "Hey Big Eyes"                                                         | Caroline Polachek       | Pang                            | Co-produtor                      | Caroline Polachek | Caroline Polachek, Cook                                        |
| 2019                    | "Reflections"                                                          | Hannah Diamond          | Reflections                     | Co-compositor/produtor           | Hannah Diamond, Cook | Cook                                                           |
| 2019                    | "Invisible"                                                            | Hannah Diamond          | Reflections                     | Co-compositor/co-produtor        | Hannah Diamond, Cook, Finn Keane, Thomas Carrell, Christopher Mason                                                                                           | Cook, EASYFUN                                                  |
| 2019                    | "Love Goes On"                                                         | Hannah Diamond          | Reflections                     | Co-compositor/produtor           | Hannah Diamond, Cook | Cook                                                           |
| 2019                    | "Never Again"                                                          | Hannah Diamond          | Reflections                     | Co-compositor/produtor           | Hannah Diamond, Cook | Cook                                                           |
| 2019                    | "True"                                                                 | Hannah Diamond          | Reflections                     | Co-compositor/produtor           | Hannah Diamond, Cook | Cook                                                           |
| 2019                    | "Concrete Angel"                                                       | Hannah Diamond          | Reflections                     | Produtor                         | Gareth Emery, Christina Novelli | Cook                                                           |
| 2019                    | "The Ending"                                                           | Hannah Diamond          | Reflections                     | Co-compositor/produtor           | Hannah Diamond, Cook | Cook                                                           |
| 2019                    | "Shy"                                                                  | Hannah Diamond          | Reflections                     | Co-compositor/produtor           | Hannah Diamond, Cook | Cook                                                           |
| 2019                    | "Fade Away"                                                            | Hannah Diamond          | Reflections                     | Co-compositor/co-produtor        | Hannah Diamond, Cook, Finn Keane | Cook, EASYFUN                                                  |
| 2019                    | "Make Believe"                                                         | Hannah Diamond          | Reflections                     | Co-compositor/co-produtor        | Hannah Diamond, Cook, Finn Keane | Cook, EASYFUN                                                  |
| 2019                    | "24/7"                                                                 | Namasenda               | Single sem álbum                | Co-compositor/co-produtor        | Namasenda, Robokid, Cook, Rebecca Scheja, Fiona Fitzpatrick                                                                                                   | Robokid, Cook                                                  |
| 2020                    | "Dare (AM)"                                                            | Namasenda               | Single sem álbum                | Co-compositor/produtor           | Namasenda, Cook | Cook                                                           |
| 2020                    | "Dare (PM)"                                                            | Namasenda               | Single sem álbum                | Co-compositor/produtor           | Namasenda, Cook | Cook                                                           |
| 2020                    | "pink diamond"                                                         | Charli XCX              | how i'm feeling now             | Co-compositor/co-produtor        | Charlotte Aitchison, Dijon Duenas, Cook | Dijon, Cook                                                    |
| 2020                    | "forever"                                                              | Charli XCX              | how i'm feeling now             | Co-compositor/co-produtor        | Charlotte Aitchison, Cook, BJ Burton | Cook, BJ Burton                                                |
| 2020                    | "7 years"                                                              | Charli XCX              | how i'm feeling now             | Co-compositor/co-produtor        | Charlotte Aitchison, Cook, BJ Burton | Cook, BJ Burton                                                |
| 2020                    | "detonate"                                                             | Charli XCX              | how i'm feeling now             | Co-compositor/produtor           | Charlotte Aitchison, Cook | Cook                                                           |
| 2020                    | "i finally understand"                                                 | Charli XCX              | how i'm feeling now             | Produtor adicional               | Charlotte Aitchison, Benjamin Keating | Palmistry, Cook (adic.), Mechatok (adic.)                      |
| 2020                    | "c2.0"                                                                 | Charli XCX              | how i'm feeling now             | Co-compositor/produtor           | Charlotte Aitchison, Cook, Dylan Brady, Umru Rotherberg, Theron Thomas, Tommy Cash                                                                            | Cook                                                           |
| 2020                    | "party 4 u"                                                            | Charli XCX              | how i'm feeling now             | Co-compositor/produtor           | Charlotte Aitchison, Cook | Cook                                                           |
| 2020                    | "visions"                                                              | Charli XCX              | how i'm feeling now             | Co-compositor/co-produtor        | Charlotte Aitchison, Cook, BJ Burton | Cook, BJ Burton                                                |
| 2020                    | "girl on my throne" (feat. Casey MQ)                                   | Oklou                   | Galore                          | Co-compositor/produtor adicional | Marylou Mayniel, Casey Manierka, Finn Keane, Cook | Casey MQ, Florian Le Prise, Oklou (co.), Cook (adic.)          |
| 2020                    | "Exhale"                                                               | Jónsi                   | [[Shiver                        | Co-compositor/co-produtor        | Jónsi, Cook | Cook, Jónsi                                                    |
| 2020                    | "Shiver"                                                               | Jónsi                   | [[Shiver                        | Co-produtor                      | Jónsi | Cook, Jónsi, Nicolas Petitfrère (adic.)                        |
| 2020                    | "Cannibal" (com Elizabeth Fraser)                                      | Jónsi                   | [[Shiver                        | Co-produtor                      | Jónsi, Elizabeth Fraser | Cook, Jónsi, Nicolas Petitfrère (adic.)                        |
| 2020                    | "Wildeye"                                                              | Jónsi                   | [[Shiver                        | Co-compositor/co-produtor        | Jónsi, Cook | Cook, Jónsi, Nicolas Petitfrère (adic.)                        |
| 2020                    | "Sumarið sem aldrei kom"                                               | Jónsi                   | [[Shiver                        | Co-produtor                      | Jónsi | Cook, Jónsi, Nicolas Petitfrère (adic.)                        |
| 2020                    | "Kórall"                                                               | Jónsi                   | [[Shiver                        | Co-compositor/co-produtor        | Jónsi, Cook | Cook, Jónsi, Nicolas Petitfrère (adic.), Jack Armitage (adic.) |
| 2020                    | "Salt Licorice" (with Robyn)                                           | Jónsi                   | [[Shiver                        | Co-produtor                      | Jónsi | Cook, Jónsi                                                    |
| 2020                    | "Hold"                                                                 | Jónsi                   | [[Shiver                        | Co-compositor/Co-produtor        | Jónsi, Cook | Cook, Jónsi                                                    |
| 2020                    | "Swill"                                                                | Jónsi                   | [[Shiver                        | Co-produtor                      | Jónsi | Cook, Jónsi                                                    |
| 2020                    | "Grenade"                                                              | Jónsi                   | [[Shiver                        | Co-produtor                      | Jónsi | Cook, Jónsi                                                    |
| 2020                    | "Beautiful Boy"                                                        | Jónsi                   | [[Shiver                        | Co-produtor                      | Jónsi | Cook, Jónsi                                                    |
| 2020                    | "Crickets"                                                             | Cecile Believe          | Plucking a Cherry From The Void | Co-compositor/produtor adicional | Cecile Believe, Cook | Cecile Believe, Cook (adic.)                                   |
| 2020                    | "Living My Life Over (Extreme Vocal Edit)"                             | Cecile Believe          | Plucking a Cherry From The Void | Produtor adicional               | Cecile Believe | Cecile Believe, Cook (adic.)                                   |
| 2020                    | "Big Bunny"                                                            | Alaska Reid             | Big Bunny                       | Produtor                         | Alaska Reid | Cook                                                           |
| 2020                    | "Warm"                                                                 | Alaska Reid             | Big Bunny                       | Produtor adicional               | Alaska Reid, Max Hershenow | Max Hershenow, Cook (adic.)                                    |
| 2020                    | "Oblivion"                                                             | Alaska Reid             | Big Bunny                       | Co-compositor/co-produtor        | Alaska Reid, Cook, Rodaidh McDonald | Cook, Rodaidh McDonald                                         |
| 2020                    | "Quake"                                                                | Alaska Reid             | Big Bunny                       | Co-compositor/produtor           | Alaska Reid, Cook | Cook                                                           |
| 2020                    | "Boys From Town"                                                       | Alaska Reid             | Big Bunny                       | Co-compositor/produtor adicional | Alaska Reid, Tom Stafford, Cook | Tom Stafford, Cook (adic.)                                     |
| 2020                    | "Amber"                                                                | Alaska Reid             | Big Bunny                       | Produtor adicional               | Alaska Reid, Max Hershenow | Max Hershenow, Cook (adic.)                                    |
| 2021                    | "Mold"                                                                 | Jónsi                   | Shiver                          | Co-compositor/co-produtor        | Jónsi, Cook | Cook, Jónsi                                                    |
| 2021                    | "Mermaid Tears (Midnight)"                                             | Alaska Reid             | Oblivion Tears                  | Produtor                         | Alaska Reid | Cook                                                           |
| 2021                    | "Oblivion (Midnight)"                                                  | Alaska Reid             | Oblivion Tears                  | Co-compositor/produtor           | Alaska Reid, Cook, Rodaidh McDonald | Cook                                                           |
| 2021                    | "In Your Arms"                                                         | AlexMaax                | Constant Touch EP               | Co-produtor                      | Max Hershenow | Cook, AlexMaax                                                 |
| 2021                    | "Bad Moon Rising"                                                      | Minotaur Jr.            | Single sem álbum                | Produtor                         | John Fogerty | Cook                                                           |
| 2021                    | "Feel the Pain"                                                        | Alaska Reid             | Single sem álbum                | Produtor                         | Joseph Donald Mascis Jr. | Cook                                                           |
| 2021                    | "You For Me" (feat. Rita Ora)                                          | Sigala                  | Single sem álbum                | Co-compositor                    | Cook, Charlotte Emma Aitchison, Finn Keane, Joakim Jarl, Madison Love, Rita Sahatçiu Ora, Sigala                                                              | Sigala, Jarly, Neave Applebaum                                 |
| 2021                    | "Pillow Fight"                                                         | Iggy Azalea             | The End of an Era               | Co-compositor/produtor           | Amethyst Amelia Kelly, Bobby D. Session Jr., Charlotte Emma Aitchison, Elizabeth Eden Harris, Cook                                                            | Cook                                                           |
| 2021                    | "Always"                                                               | Alaska Reid             | TBA                             | Produtor                         | Alaska Reid, Max Hershenow | Cook                                                           |
| 2021                    | "Black Ops 2"                                                          | Namasenda               | Unlimited Ammo                  | Co-compositor/co-produtor        | Naomi Namasenda, Dylan Brady, Cook | Dylan Brady, Cook                                              |
| 2021                    | "Demonic" (feat. La Zowi)                                              | Namasenda               | Unlimited Ammo                  | Produtor                         | Naomi Namasenda, Peter Hjerpe, Dennis Solander Sule | Cook                                                           |
| 2021                    | "Banana Clip" (feat. Mowalola)                                         | Namasenda               | Unlimited Ammo                  | Co-produtor                      | Peter Hjerpe, Dennis Solander Sule, Naomi Namasenda, Mowalola Ogunlesi                                                                                        | Yemi, Cook                                                     |
| 2021                    | "Vvolvo"                                                               | Namasenda               | Unlimited Ammo                  | Co-compositor/produtor           | Naomi Namasenda, Cook | Cook                                                           |
| 2021                    | "☆" (feat. Oklou)                                                      | Namasenda               | Unlimited Ammo                  | Co-compositor/co-produtor        | Naomi Namasenda, Marylou Maniel, Dylan Brady, Cook | Dylan Brady, Cook                                              |
| 2021                    | "Steel" (feat. Hannah Diamond)                                         | Namasenda               | Unlimited Ammo                  | Co-compositor/produtor           | Naomi Namasenda, Hannah Diamond, Oscar Pollock, Cook | Cook                                                           |
| 2021                    | "Unlimited Ammo"                                                       | Namasenda               | Unlimited Ammo                  | Producer                         | Naomi Namasenda | Cook                                                           |
| 2021                    | "Finish Him" (feat. Joey LaBeija)                                      | Namasenda               | Unlimited Ammo                  | Co-compositor/co-produtor        | Cook, Naomi Namasenda, Joey LaBeija | Life Sim, Cook                                                 |
| 2021                    | "No Regrets"                                                           | Namasenda               | Unlimited Ammo                  | Co-compositor/produtor           | Naomi Namasenda, Cook, Suffy Baala | Cook                                                           |
| 2021                    | "On My Mind"                                                           | Namasenda               | Unlimited Ammo                  | Co-compositor/produtor           | Naomi Namasenda, Victoria Alkin, Louise Lindberg, Cook | Cook                                                           |
| 2021                    | "Snow"                                                                 | Namasenda               | Unlimited Ammo                  | Co-compositor                    | Naomi Namasenda, Leonard Nagel, Cook | Stahl                                                          |
| 2021                    | "Clouds"                                                               | Namasenda               | Unlimited Ammo                  | Co-compositor/produtor           | Naomi Namasenda, Elsa Levahn, Cook | Cook                                                           |
| 2021                    | "Shots Fired"                                                          | Namasenda               | Unlimited Ammo                  | Co-compositor/co-produtor        | Naomi Namasenda, Cecile Thompson-Hannant, Cook | Baseck, Cook                                                   |
| 2021                    | "No Shadow"                                                            | Hyd                     | Hyd EP                          | Co-compositor/produtor           | Hayden Dunham, Cook, Caroline Polachek, Nicolas Petitfrère | Cook                                                           |
| 2021                    | "Skin 2 Skin"                                                          | Hyd                     | Hyd EP                          | Co-compositor/co-produtor        | Hayden Dunham, Caroline Polachek, Cook | Caroline Polachek, Cook                                        |
| 2021                    | "The One"                                                              | Hyd                     | Hyd EP                          | Co-compositor/co-produtor        | Hayden Dunham, Cook, Umru Rothenberg | Cook, umru                                                     |
| "The Look On Your Face" | Co-compositor/produtor                                                 | Hyd                     | Hyd EP                          | Hayden Dunham, Cook              | Cook |                                                                |
| 2022                    | "One Last Kiss"                                                        | Hikaru Utada            | Bad Mode                        | Co-produtor                      | Hikaru Utada | Hikaru Utada, Cook                                             |
| 2022                    | "Kimi ni Muchū (君に夢中)"                                             | Hikaru Utada            | Bad Mode                        | Co-produtor                      | Hikaru Utada | Hikaru Utada, Cook                                             |
| 2022                    | "Crash"                                                                | Charli XCX              | Crash                           | Co-compositor/co-produtor        | Charlotte Aitchison, George Daniel, Cook, Waylon Rector | George Daniel, Cook                                            |
| 2022                    | "Every Rule"                                                           | Charli XCX              | Crash                           | Co-compositor/co-produtor        | Charlotte Aitchison, Cook | Cook, Daniel Lopatin                                           |

## Mixes
| Ano  | Título                                                                                                 | Publicador                                                                                  |
| ---- | --- | ------------------------------------------------------------------------------------------- |
| 2012 | "ILLAMASQUA 彩る MIX BY A. G. COOK"                                                                    | Logo Magazine                                                                               |
| 2013 | "CON/HAL x LOGO MIX BY A. G. COOK"                                                                     | Logo Magazine                                                                               |
| 2013 | "Radio Tank Mix: A. G. Cook"                                                                           | Tank Magazine                                                                               |
| 2013 | "Personal Computer Music"                                                                              | DIS Magazine                                                                                |
| 2013 | "A. G. COOK / CC MIX"                                                                                  | Creamcake                                                                                   |
| 2014 | "LUCKYME x RINSE 32 (ft A. G. COOK)"                                                                   | LuckyMe Records                                                                             |
| 2014 | "PC Music x DISown Radio (ft. A. G. Cook, GFOTY, Danny L Harle, Lil Data, Nu New Edition e Kane West)" | PC Music                                                                                    |
| 2015 | "A. G. Cook Boiler Room SXSW Mix"                                                                      | Dailymotion × Ray-Ban                                                                       |
| 2015 | "A. G. Cook and Life Sim - Xtreme Mixology"                                                            | PC Music                                                                                    |
| 2018 | "A. G. Cook - Hollywood Ambient"                                                                       | Liminal Takeover da NTS Radio                                                               |
| 2018 | "A. G. Cook - 05:00 05:05"                                                                             |                                                                                             |
| 2020 | "A. G. Cook b2b umru at Square Garden"                                                                 | Parte do festival de música virtual Square Garden, de 100 Gecs                              |
| 2020 | "Xperimental Traktor"                                                                                  | Parte de Club Quarantine × Namasenda                                                        |
| 2020 | "A. G. Cook - Secret Sky Acoustic EDM Set"                                                             | Performance ao vivo como parte do festival de música virtual Secret Sky, de Porter Robinson |
| 2021 | "Dream Logic"                                                                                          | Exclusivo do SoundCloud                                                                     |